# تيم وول
تيم وول (13 مايو 1904 - 26 مارس 1981) (بالإنجليزية: Tim Wall)‏ هو لاعب كريكت أسترالي. شارك مع منتخب أستراليا الوطني للكريكت.

## وصلات خارجية
- تيم وول على موقع إي آس بي آن كريك إنفو (الإنجليزية)